# لی سو-مان
لی سو-مان (کره‌ای: 이수만؛ زادهٔ ۱۸ ژوئن ۱۹۵۲) بیزنس‌من، مدیر موسیقی و تهیه‌کننده موسیقی اهل کره جنوبی است و به خاطر بنیانگذاری اس‌ام انترتینمنت، یک کمپانی چندملیتی کره جنوبی واقع شده در سئول، شناخته می‌شود. از او به عنوان «رئیس فرهنگ» یاد می‌شود، به دلیل اینکه پیشگام موج کره‌ای بود. او در سال ۱۹۸۹ اس‌ام انترتینمنت را بنا نهاد که از آن زمان به یکی از بزرگترین کمپانی‌های سرگرمی در کره جنوبی تبدیل شده‌است.

## زندگی شخصی
کیم اون-جین، همسر لی سو-مان، در ۳۰ سپتامبر ۲۰۱۴ در اثر سرطان فوت کرد. لی سو-مان همچنین عموی سانی، یک از اعضای گروه دخترانهٔ محبوب کمپانی اس‌ام، گرلز جنریشن است.